# S (ラジオ番組)
S（エス）は、2002年4月から2004年3月まで毎日放送ラジオ（MBSラジオ）で放送された深夜番組である。
なお放送開始・終了日などはあくまで暦日で表記しているため、注意のこと。

## 概要
そもそも「+M」、「B」と合わせて、毎日放送ラジオ（MBSラジオ）の深夜ワイド番組を確立しようということで始まった3部作の締めくくりとして、最初の半年間は毎週火曜 - 金曜日（月 - 木曜深夜）2時00分 - 4時50分に放送されたが、その後平日版「B」が消滅したため、0時00分 - 4時00分の4時間ワイドに拡大。しかし、2003年10月から「MBSサウンドパークス」がスタートしたのに伴って、番組は0時00分 - 3時00分の3時間に縮小された。
各曜日に個性的なパーソナリティーを起用し、それぞれの特徴を最大限に生かした音楽とトークを展開してきた。また諸口あきら、川村龍一などといった過去に午前・昼間の番組を持っていたパーソナリティーが起用され、過去の「ヤンタンの再現」とまで話題となった。しかし人気が長続きせず2004年3月に終了。2004年4月から「MBS夜な夜な倶楽部」に受け継がれた。

## 放送時間の変遷
| 期間    | 期間    | 放送時間（日本時間）                            |
| ------- | ------- | ----------------------------------------------- |
| 2002.04 | 2002.09 | 火曜 - 金曜（月 - 木深夜） 2:00 - 4:50（170分） |
| 2002.10 | 2003.09 | 火曜 - 金曜（月 - 木深夜） 0:00 - 4:00（240分） |
| 2003.10 | 2004.03 | 火曜 - 金曜（月 - 木深夜） 0:00 - 3:00（180分） |

## 各曜日のパーソナリティーと内容
- 火曜日（月曜深夜）諸口あきら - 「週刊諸口あきら」（「MBS夜な夜な倶楽部」でも継続された。その項参照）
- 水曜日（火曜深夜）
  - 中嶋慶子 - 「ミュージックドライブ」と題して古今東西の音楽を流した。最初の半年のみ。
  - 川村龍一 - 「リヴァー・オブ・ドリームズ」と題した洋楽（1960~80年代）を専門とした番組を担当した。
- 木曜日（水曜深夜）後藤彰宏（旧名・後藤晃宏） - 「マスターピース・ラジオ」と題し、海外のロック音楽を中心に選曲した。
- 金曜日（木曜深夜）増田俊郎 - 「リラックス・デラックス」1週間の締めくくりにふさわしい静か目のトークと、フォークソング、カレッジソングなどの懐メロで構成した。

| 毎日放送ラジオ（MBSラジオ） 火曜日 - 金曜日2:00 - 4:50（2002.4.1 - 2002.10.4）      | 毎日放送ラジオ（MBSラジオ） 火曜日 - 金曜日2:00 - 4:50（2002.4.1 - 2002.10.4） | 毎日放送ラジオ（MBSラジオ） 火曜日 - 金曜日2:00 - 4:50（2002.4.1 - 2002.10.4） |
| 前番組                                                                              | 番組名                                                                         | 次番組                                                                         |
| ----------------------------------------------------------------------------------- | ------------------------------------------------------------------------------ | ------------------------------------------------------------------------------ |
| オレたちXXXやってま〜すNEXT （2:00 - 3:00） MBSミッドナイトドライブ （3:00 - 5:00） | S (ラジオ番組)                                                                 | S （0:00 - 4:00） 早起きラジオMBS （4:00 - 6:00）                              |
| 毎日放送ラジオ（MBSラジオ） 火曜日 - 金曜日0:00 - 4:00（2002.10.7 - 2003.3）        |                                                                                |                                                                                |
| B （0:00 - 02:00） S （02:00 - 04:50）                                              | S                                                                              | S （0:00 - 3:00） MBSサウンドパークス （03:00 - 04:00）                        |
| 毎日放送ラジオ（MBSラジオ） 火曜日 - 金曜日0:00 - 3:00（2003.4 - 2004.3）           |                                                                                |                                                                                |
| S （0:00 - 4:00）                                                                   | S                                                                              | MBS夜な夜な倶楽部 （1:00 - 4:00）                                              |